# Райт-ім-Вінкль
Райт-ім-Вінкль (нім. Reit im Winkl) — громада в Німеччині, розташована в землі Баварія. Підпорядковується адміністративному округу Верхня Баварія. Входить до складу району Траунштайн.
Площа — 70,99 км2. Населення становить 2343 ос. (станом на 31 грудня 2020).